# Brug 562
Brug 562 in een bouwkundig kunstwerk in het Amsterdamse Bos. Het Amsterdamse Bos maakt deel uit van de gemeente Amstelveen, maar wordt beheerd door de gemeente Amsterdam.
Bij de aanleg van het Amsterdamse Bos werd aan architect Piet Kramer van de Dienst der Publieke Werken gevraagd bruggen te ontwerpen. Hij kwam rond 1938 met bruggen in de categorieën houten en stenen bruggen. Binnen die categorieën varieerde hij vanuit een basis ontwerp. Deze houten brug van circa 24 meter lengte, valt in de eerste categorie, maar ze is pas rond 1953 gebouwd. De brug maakt met brug 558, brug 559 en brug 560 deel uit van een ensemble; lijken sterk op elkaar, maar zijn alle toch verschillend. Deze brug valt op door haar kleurstelling. De liggers zijn geel, leuningen en balustraden zijn wit, onderleuningen (die langer doorlopen dan de bovenste) grijsgroen. Bij de scheiding van de leuningen boven de brugpijlers met jukken zijn kogelvormige staven aangebracht in de kleur blauw. Aan de kopse kanten van de jukken is houtbewerking toegepast.
In 1999 werden alle bruggen in het Amsterdamse Bos door MTD Landschapsarchitecten in opdracht van de gemeente onderzocht op hun cultureel belang. Geconstateerd werd dat de brug een identiteitsdrager was binnen de bosbruggen en een van de houten bruggen van Kramer. De brug valt door haar grotendeels witte kleur behoorlijk op het landschap dat hier van open ruimte (grasveld) overgaat in bosachtige omgeving.
De gemeente Amstelveen deed ook onderzoek om te kijken of de brug, net als meerdere bruggen in het bos, beschermd moest worden door de status gemeentelijk monument. Het onderzoek vertaalde de ligging van de brug naar de vorm van de brug. Brug 562 ligt namelijk in een rechthoekig ingericht deel van het bos. De vier bruggen vormen daarin een speelser element. Dit is terug te vinden in de enigszins naar buitenstaande balustraden en de uitwaaiering op de landhoofden. Voorts leek Kramer de vorm van de brug dimensionaal aangepast te hebben. De brug is op het oog te smal voor haar lengte.

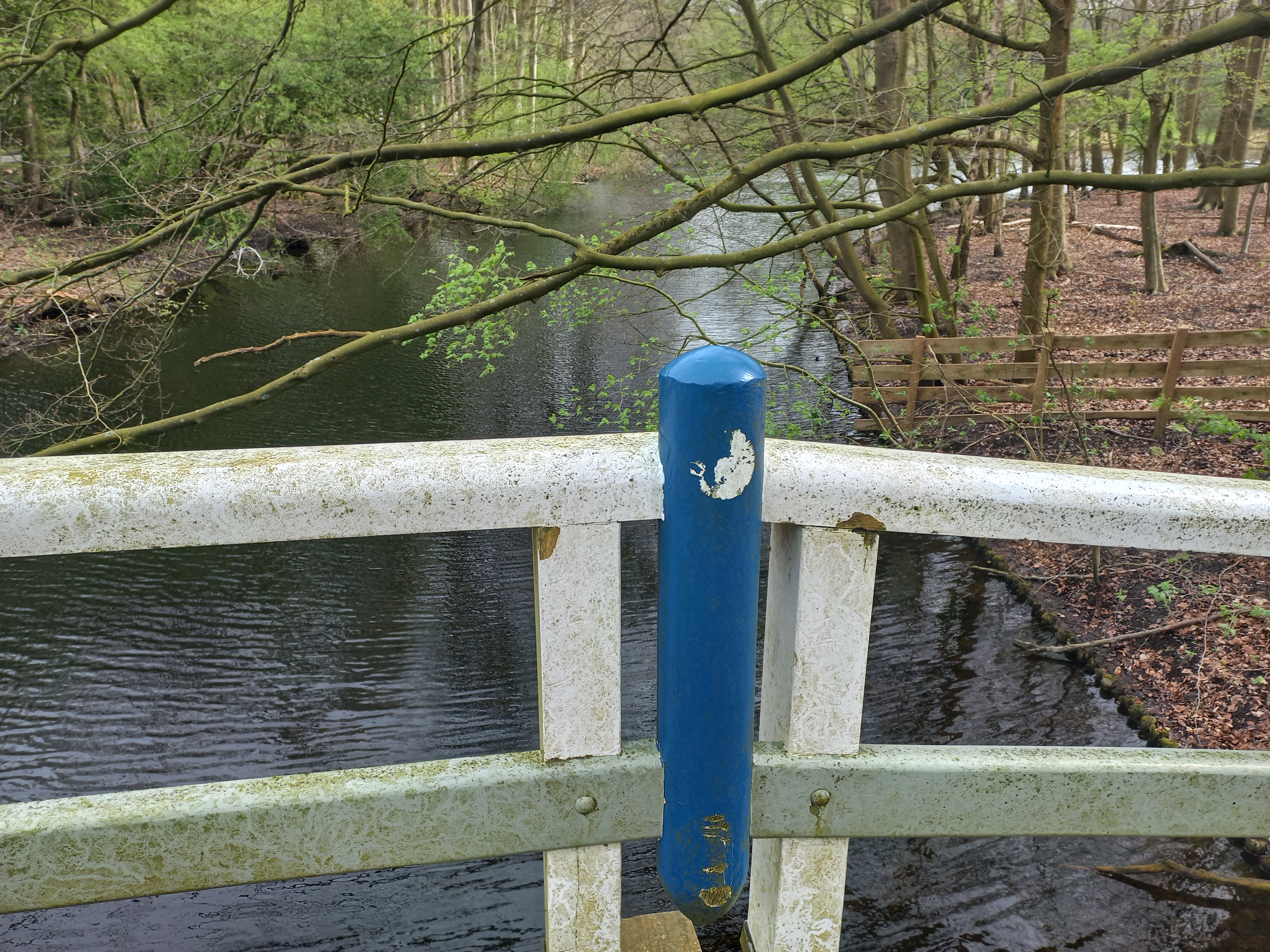
Brug 562; leuningverbinding (april 2024)

<<< · 500 · 501 ·  503 · 504 · 505 · 506 · 507 · 508 · 509 · 510 · 511 · 512 · 513 · 514 · 515 · 516 · 517 · 518 · 519 · 520 · 521 · 522 · 523 · 525 · 526 · 527 · 528 · 530 · 531 · 532 · 533 · 534 · 535 · 536 · 537 · 538 · 539 · 540 · 541 · 542 · 543 · 544 · 545 · 546 · 547 · 548 · 549 · 550 · 551 · 552 · 553 · 554 · 555 · 556 · 557 · 558 · 559 · 560 · 561 · 562 · 563 · 564 · 565 · 566 · 567 · 569 · 571 · 572 · 573 · 575 · 577 · 578 · 580 · 581 · 582 · 583 · 584 · 586 · 587 · 589 · 590 · 591 · 592 · 593 · 594 · >>>
Brugnummers 502, 524, 529, 568, 570, 574, 576, 579, 585, 588, 595, 596, 597, 598, 599 zijn niet (meer) vergeven.